# 2328 Robeson
2328 Robeson eller 1972 HW är en asteroid i huvudbältet som upptäcktes den 19 april 1972 av den ryska astronomen Tamara Smirnova vid Krims astrofysiska observatorium på Krim. Den har fått sitt namn efter sångaren och skådespelaren Paul Robeson.
Asteroiden har en diameter på ungefär 12 kilometer.